# Занадто прекрасна для мене
Занадто прерасна для мене (кор. 내겐 너무 사랑스러운 그녀) — південнокорейський телесеріал, створений у 2014 році корейським режисером Пак Хьон Кі. Серіал складається з 16 серій по 60 хвилин кожна.

## Сюжет
Хьон Ук (Рейн) генеральний директор агентства талантів. Окрім цього хлопець дуже обдарований композитор і продюсер. Він добрий і чуйний чоловік, однак, про це ніхто не знає. Він приховує свою справжню сутність за маскою байдужості, тим самим відштовхуючи від себе оточуючих. Причиною такої поведінки стало жахливе ДТП, в якому загинула його кохана дівчина. Після цього події життя Хьон Ука перетворилася на справжнє пекло. Так було до тих пір, поки в його життя на величезній швидкості не вривається Се На (Кристал). Як виявилося, ця дівчина — сестра померлої коханої Хьон Ука. За щасливим збігом обставин Се На приїхала в Сеул, щоб стати популярною співачкою, а допомогти їй у цьому зголосився саме Хьон Ук. Завдяки цій зустрічі, між двома половинками спалахує іскра, а музика перетворює її в цілюще полум'я любові…

## Головні герої
- Рейн[en] — в ролі Лі Хьон Ука[2]
- Крістал Чон[en] — в ролі Юн Се На[3]
- Кім Мьон Су — в ролі Сі У/Йон Бок[4]
- Чха Є Рьон — в ролі Сін Хє Юн

## Другорядні персонажі
- Лі Чо Хі[en] — в ролі Чу Хона.
- Кім Хє Ин[en] — в ролі О Хі Сон.
- Пак Ду Сік — в ролі Чха Кон Чхоля
- На Хе Рьон[en] — Ю Ра Им
- Пак Йон Гю[en] — Лі Чон Хо
- Кон Син Йон — в ролі Со Юн Джі